# Mary O'Hara
Mary O'Hara, all'anagrafe Mary O'Hara Alsop (Cape May Point, 10 luglio 1885 – Chevy Chase, 15 ottobre 1980), è stata una scrittrice e sceneggiatrice statunitense.

## Biografia
Nata nel New Jersey, terza figlia del reverendo Reese Fell Alsop e di Mary Lee Spring, è una discendente di William Penn, il fondatore della colonia britannica della Pennsylvania.
Dopo la morte di sua madre, Mary viene allevata dalle zie e trascorre le estati in campagna dalla nonna in Pennsylvania. Il contatto con la natura e gli animali ha una notevole influenza sulla sua formazione e sulle tematiche che affronterà nei suoi romanzi. A otto anni, comincia infatti a scrivere, prima un diario e poi alcuni racconti. Dopo le scuole superiori, decide di non andare all'università ma, invece, di fare un viaggio in Europa, viaggio che durerà due anni.
A 19 anni sposa, contro la volontà del padre, il cugino Ken Kane Parrot, avvocato e uomo politico, e va a vivere con lui a Los Angeles. La coppia ha due bambini, un maschio e una femmina. Il matrimonio, però, finisce presto e Mary si rifugia in studi filosofici e nella meditazione.
Dovendo mantenere i bambini, accetta un posto di sceneggiatrice alla MGM, dove lavorerà per dieci anni. La bambina muore ancora piccola di cancro.
Nel 1922, Mary si sposa con Helge Sture-Vasa e si trasferisce nel Wyoming dove la coppia compera un ranch - che verrà chiamato Remount Ranch - tra Laramie e Cheyenne, mettendosi ad allevare ovini. La grande depressione affonda il mercato delle pecore e il ranch si trova ad affrontare una difficile situazione da cui Sture-Vasa cerca di uscire dedicandosi ai cavalli e impiantando un campo estivo per bambini.

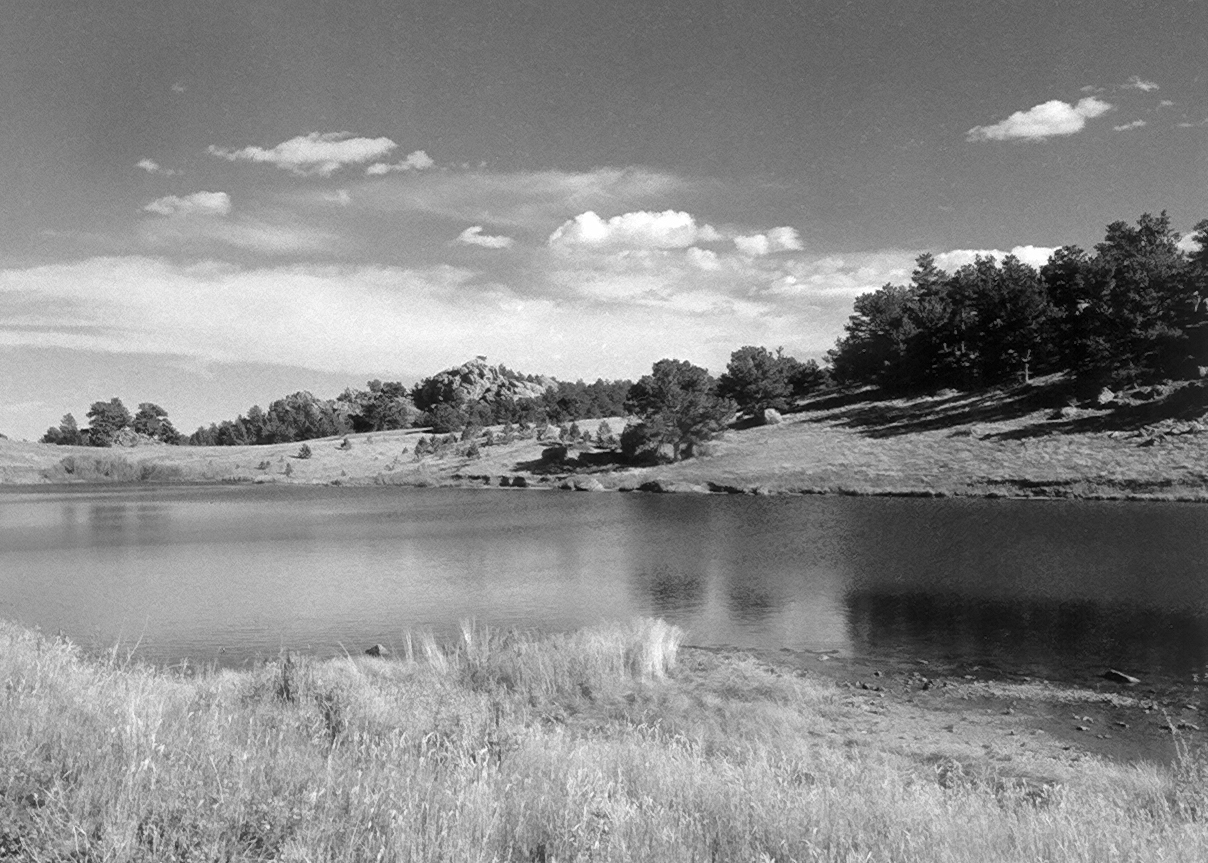
Una vista sul panorama del Remount ranch dove Mary O'Hara scrisse i suoi maggiori successi

È in questo periodo che Mary comincia a scrivere i suoi romanzi - rivolti a un pubblico di giovani - che raccontano storie ambientate nel Wyoming. Tre dei suoi romanzi più amati e conosciuti sono scritti al Remount Ranch. My Friend Flicka (1941), Thunderhead (1943) e Green Grass of Wyoming (1946) diventeranno tutti e tre dei best seller.
Nel 1946, Mary e il marito vendono il ranch e si trasferiscono in California. L'anno seguente, Mary divorzia anche dal secondo marito e torna a vivere nell'Est, a Monroe, nel Connecticut, dove continua la sua carriera di scrittrice.
Nel 1968, si trasferisce a Chevy Chase, nel Maryland, dove vivrà fino alla morte per arteriosclerosi all'età di 95 anni, il 14 ottobre 1980.

## Compositrice
Mary O'Hara fu anche pianista e compositrice. Scrisse il musical folk The Catch Colt.

## Filmografia
- The Last Card, regia di Bayard Veiller - adattamento (1921)
- Life's Darn Funny, regia di Dallas M. Fitzgerald - sceneggiatura (1921)
- There Are No Villains, regia di Bayard Veiller - adattamento (1921)
- Gente onesta (Turn to the Right), regia di Rex Ingram - sceneggiatura (1922)
- Il prigioniero di Zenda (The Prisoner of Zenda), regia di Rex Ingram - scenario (1922)
- Peg del mio cuore (Peg o' My Heart), regia di King Vidor - sceneggiatura (1922)
- Donne viennesi (Merry-Go-Round), regia di Rupert Julian e, non accreditato, Erich von Stroheim - didascalie (1923)
- The Age of Desire, regia di Frank Borzage - sceneggiatura (1923)
- Black Oxen, regia di Frank Lloyd - sceneggiatura (1923)
- The Woman on the Jury, regia di Harry O. Hoyt - adattamento (1924)
- The Home Maker, regia di King Baggot - sceneggiatura (1925)
- Braveheart, regia di Alan Hale - adattamento (1925)
- The Honeymoon Express, regia di James Flood e, non accreditato Ernst Lubitsch - sceneggiatura (1926)
- Perch of the Devil, regia di King Baggot - adattamento (1927)
- Framed, regia di Charles Brabin - adattamento e sceneggiatura (1927)